# آثار جبل الشيخ

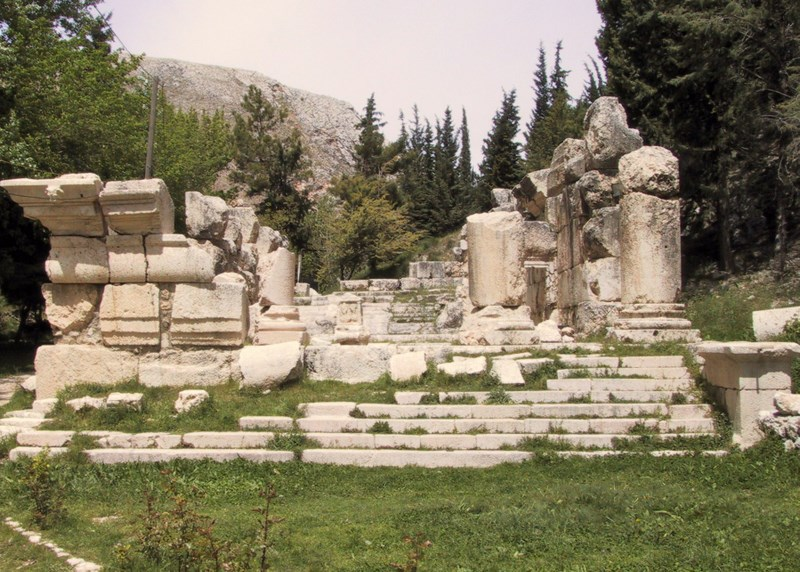
معبد سفلي صغير في نيحا، لبنان

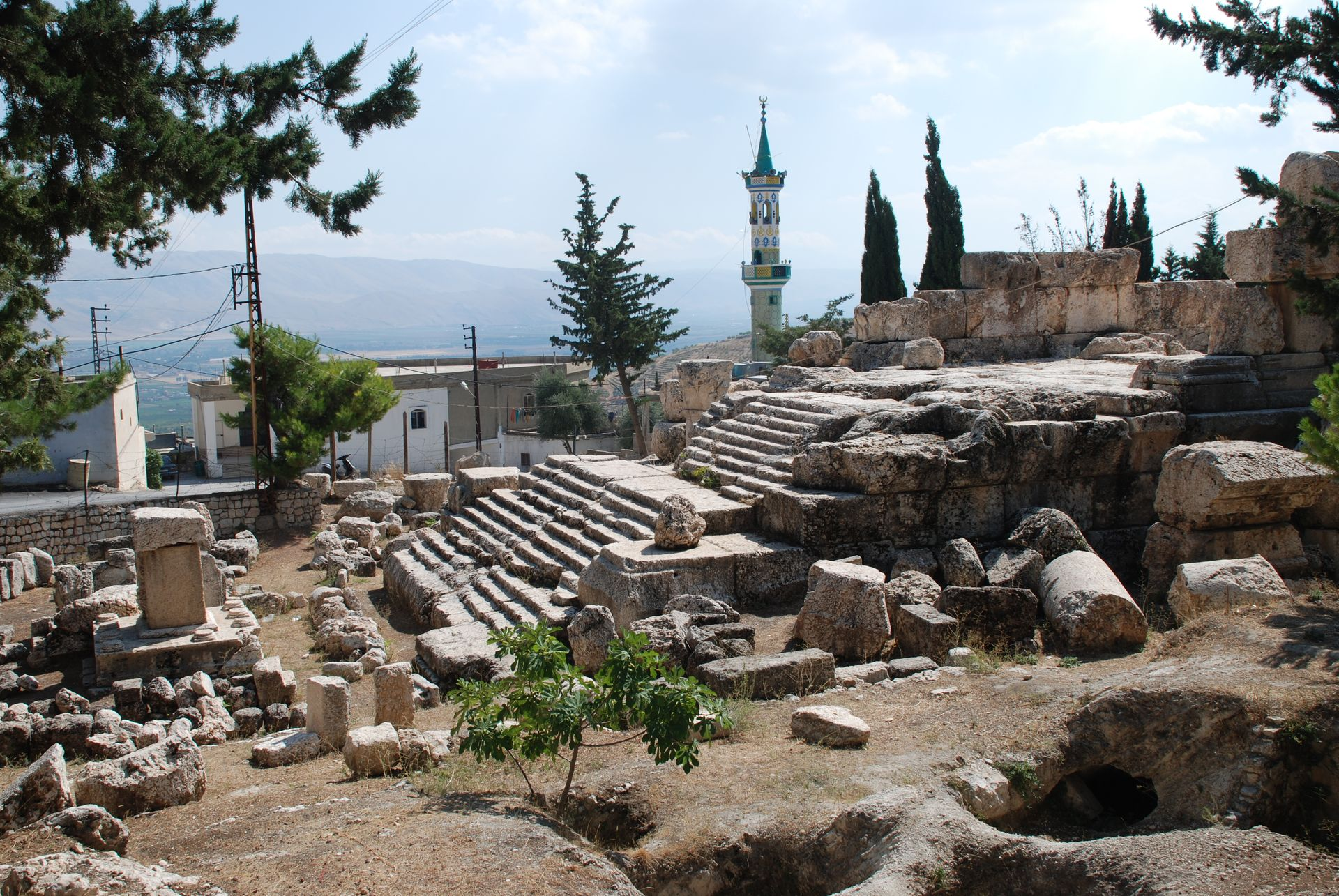
المعبد الروماني في قصر البنات، لبنان

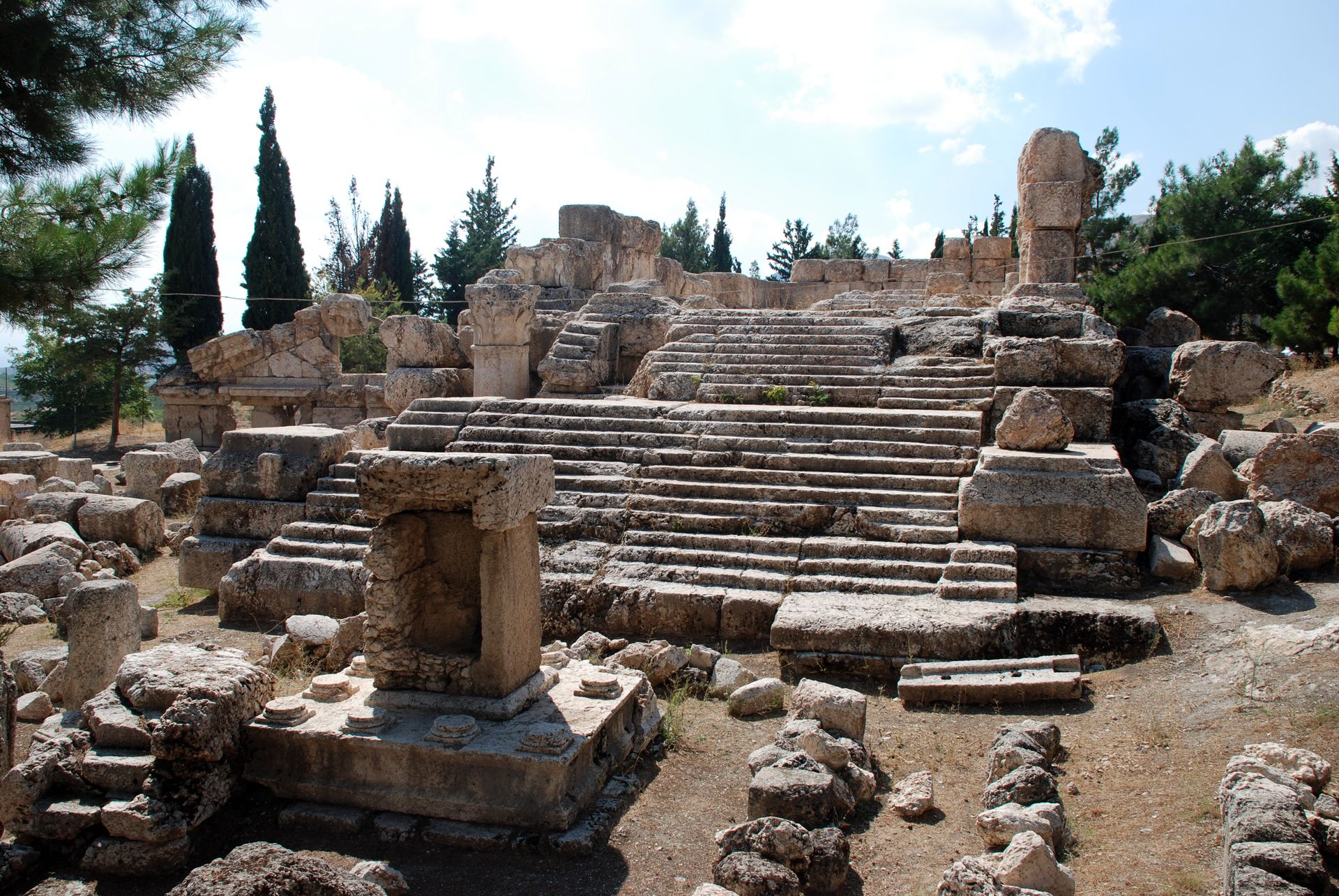
المعبد الروماني في قصر البنات، لبنان

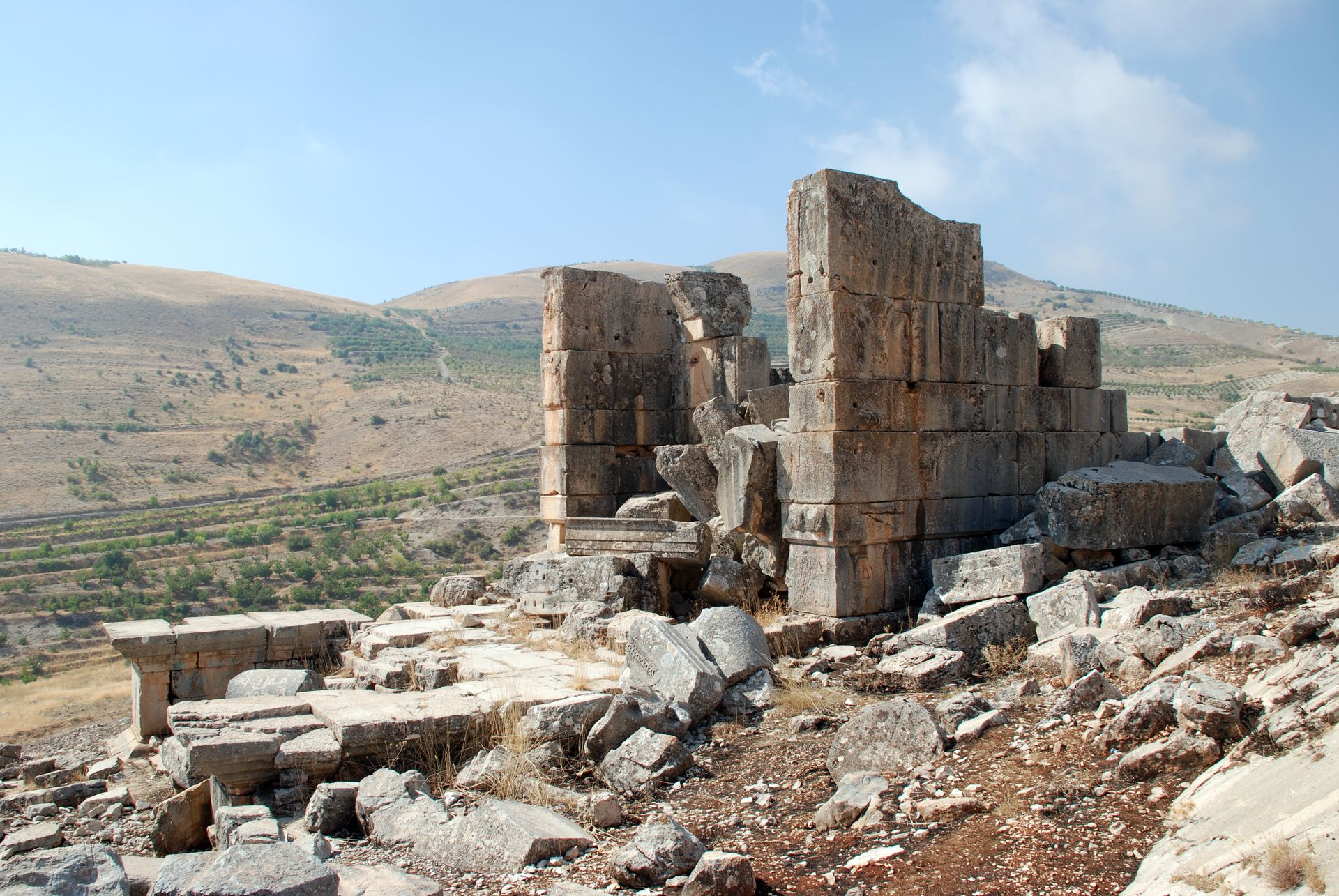
معبد حصن نيحا الروماني، لبنان

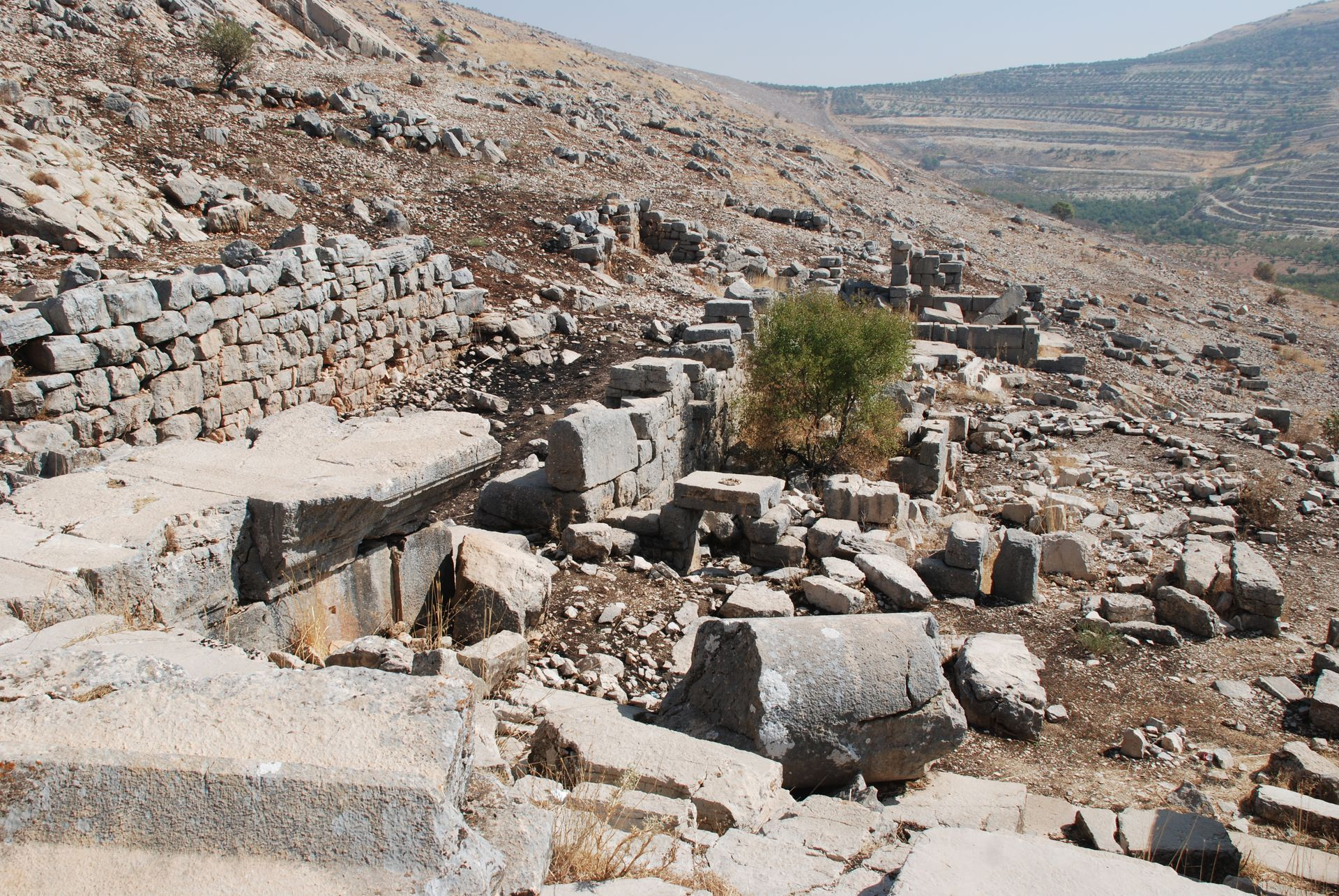
معبد حصن نيحا الروماني، لبنان

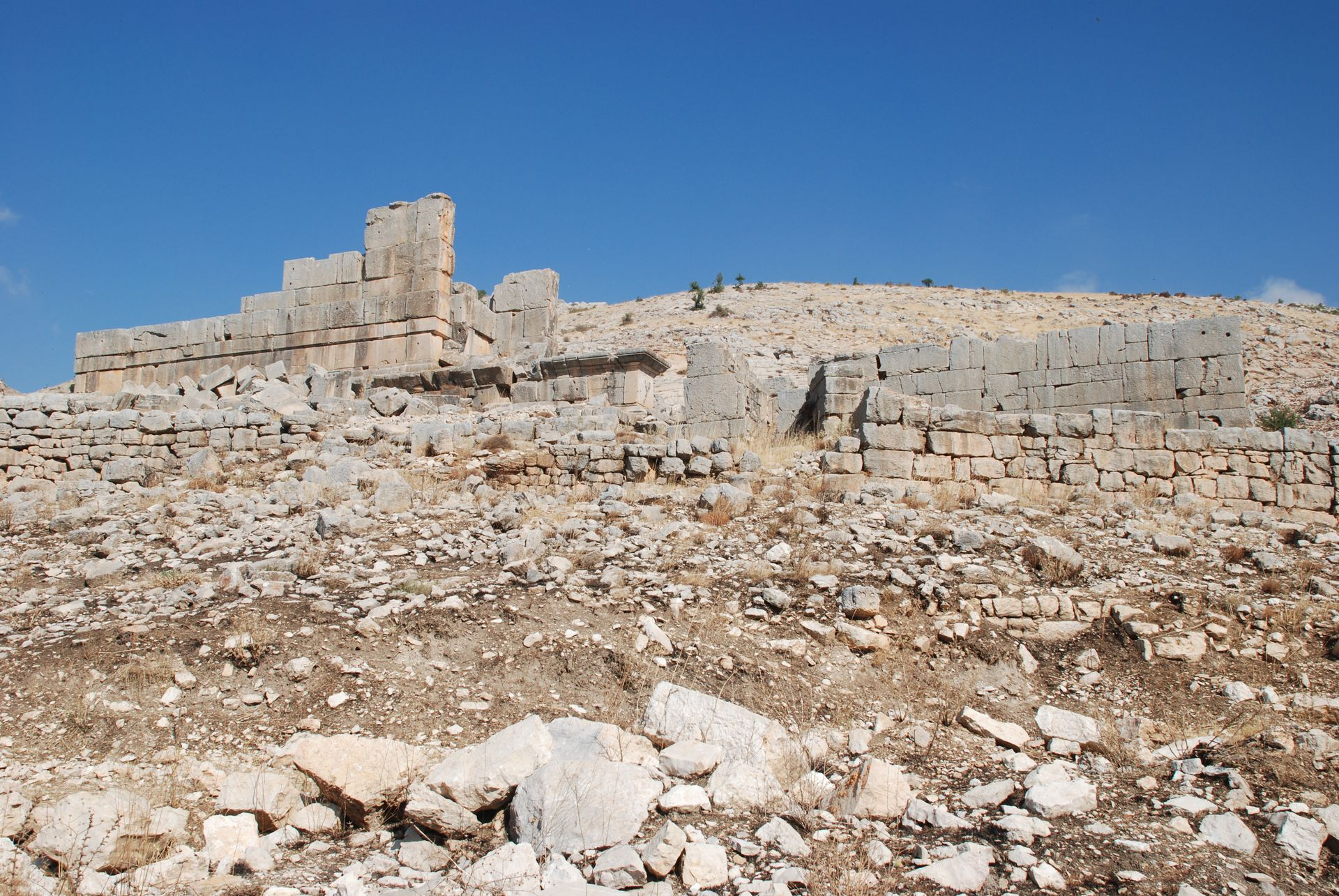
معبد حصن نيحا الروماني، لبنان

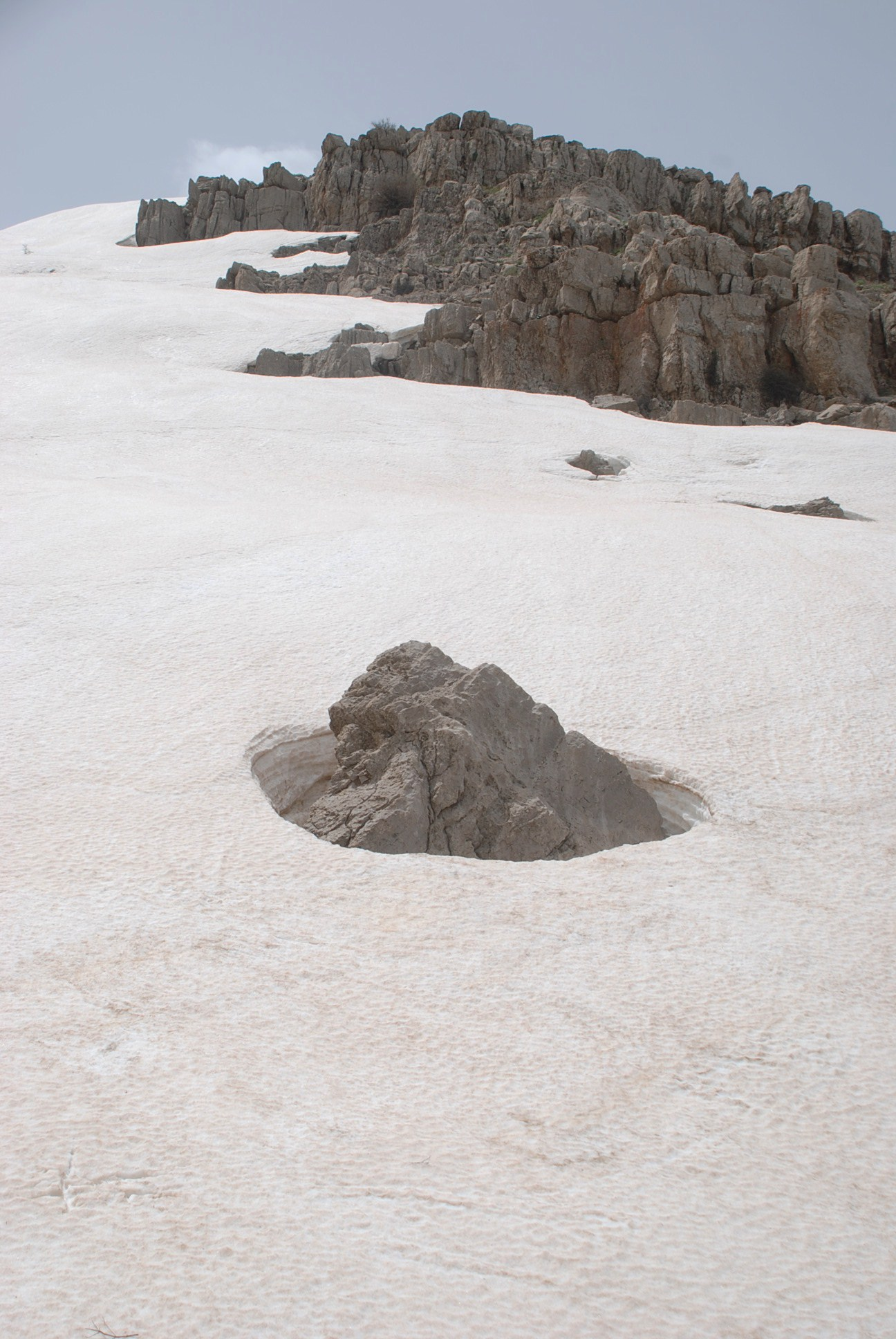
قمة جبل الشيخ

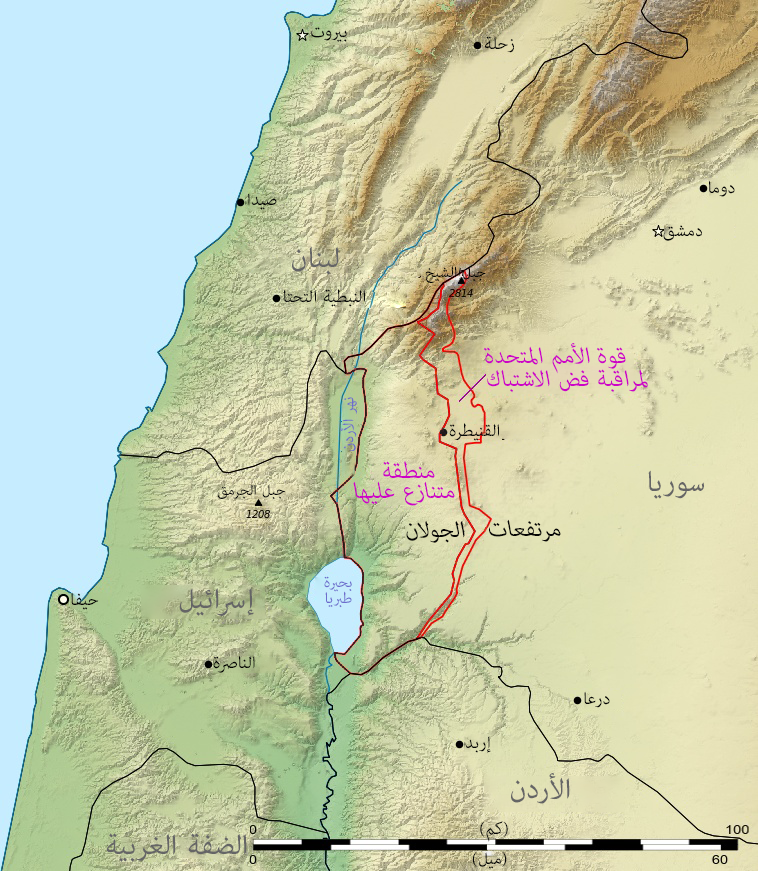
خريطة توضح جبل الشيخ

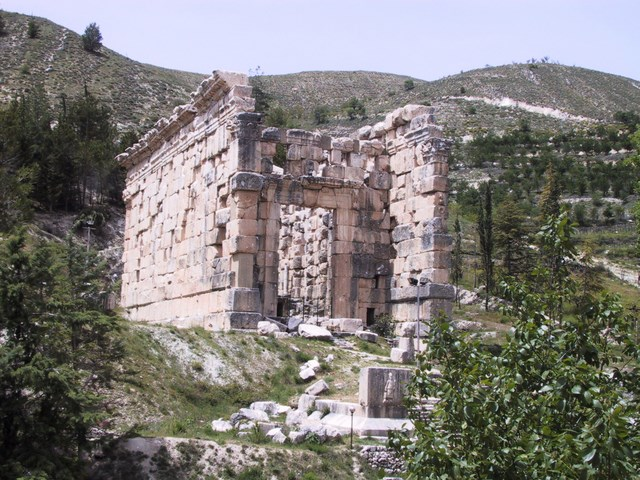
المعبد الروماني في نيحا

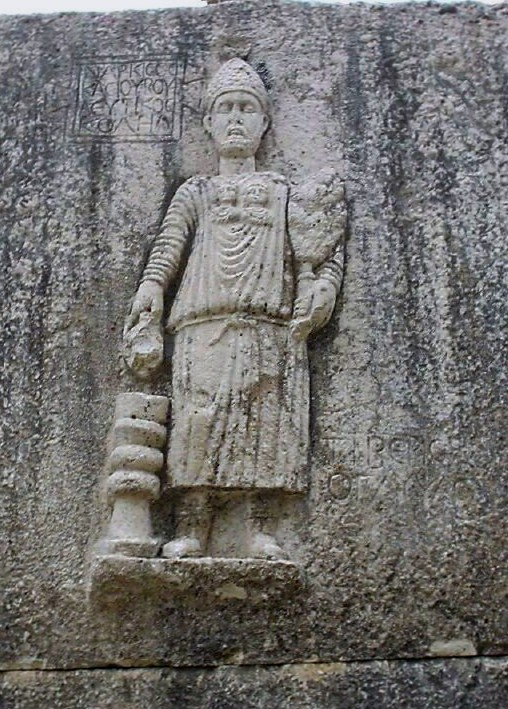
تمثال في المعبد الروماني لمدينة نيحا اللبنانية

آثار جبل الشيخ هي آثار لمعابد وأضرحة رومانية تمتد على سفوح جبل الشيخ في لبنان وسوريا وإسرائيل. تشمل حوالي ثلاثين مزارًا ومعبدًا رومانيًا، بُنيت عدد قليل من المعابد على مباني سابقة من العصر الفينيقي والهلنستي، ولكن جميعها تقريبًا تعتبر من الأبنية الرومانية وتُركت أو هُجرت أثناء اضطهاد الوثنيين في أواخر الإمبراطورية الرومانية.
بدأ اكتشاف المعابد الهرمونية في القرى الريفية في القرن التاسع عشر، من خلال المسوحات التي أجراها إدوارد روبنسون والسير تشارلز وارن. كما وثقت عشرة مواقع مقدسة من قبل دانييل كرينكر وويلي شيتزشمان في عام 1938. نشر موريس تالون خط سير المزارات عام 1967 مع تفاصيل طرق الوصول إليها. وقدم جورج ف. تايلور دليلاً مصورًا في أواخر الستينيات من القرن الماضي يتضمن معلومات وأحدث في عام 1993 ومسوحات كتابية في عامي 2002 و2003 وقد ارتبطت بعض المواقع بالمرتفعات المستخدمة لعبادة البعل في سفر الملوك.
احتل السلوقيون المنطقة بعد عام 200 قبل الميلاد، وبعد فترة وجيزة طور الإيطوريون إمارة في المنطقة حتى سقوط خالكيذا عندما انتقلت المنطقة إلى ملوك هيروديان أغريباس الأول وأغريباس الثاني، وبعد نهاية القرن الأول الميلادي أصبحت المنطقة تحت سيطرة مدن دمشق وصيدا وبانياس. ويعتقد أن المنطقة كانت مأهولة بالسكان بشكل مستمر حتى القرن الثالث الميلادي. واقترح كرينكر وزتشيتزشمان أن معظمها بُنيت في الفترة ما بين 150 و300 ميلادي، وعُثِرَ على نقوش كتابية تؤيد ذلك في العديد من المعابد. وقد لوحظ أن تقنيات البناء تختلف عن تلك المستخدمة في مزارات الفينيقيينوالأخمينيين والفترات الهلنستية مثل صور وتل عنفة والخرايب. وقد سلطت الدراسات الحديثة الضوء على الاختلافات في أسلوب بناء المعابد الهرمونية عن العمارة الهلنستية في خربة المساكب وخربة زمل ومواقع أخرى في حوران والجولان.

## موقع قمة قصر عنتر
اكتشف مجمع قصر جبيب مؤخرًا في عام 2003، وهو عبارة عن معبدين رومانيين صغيرين يقعان على بعد بضع مئات من الأمتار من قمة جبل الشيخ. يحتوي كلا الحرمين على جدران شمالية نُحتت من الصخر الصلب.
ويوجد بناء مقدس مصنوع من كتل حجرية منحوتة على قمة جبل الشيخ. يُعرف باسم قصر عنتر، وكان أعلى معبد في العالم القديم، حيث يبلغ ارتفاعه 2,814 متر (9,232 قدم) فوق مستوى سطح البحر، وثق من قبل تشارلز وارن في عام 1869. وصف وارن المعبد بأنه مبنى مستطيل الشكل يقع على هضبة حجرية بيضاوية بدون سقف. قام بإزالة شاهدة من الحجر الجيري من الشمال الغربي للشكل البيضاوي، وكسرها إلى قطعتين وحملها إلى أسفل الجبل وعاد بها إلى المتحف البريطاني، حيث توجد حاليًا.

## مواقع في لبنان
قام جورج تايلور بتقسيم معابد لبنان إلى ثلاث مجموعات، مجموعة واحدة من معابد وادي البقاع تقع شمال الطريق من بيروت إلى دمشق. ثانياً، والمجموعة الموجودة في المنطقة الواقعة جنوب الطريق نفسه، بما في ذلك وادي التيم والجهة الغربية لجبل الشيخ. ثالثاً، المجموعة الموجودة في المنطقة الواقعة غرب الخط المرسوم على طول سلسلة جبال جبل لبنان. هناك عدد قليل نسبياً من المعابد على طول السهل الساحلي في لبنان. وتضم معابد جبل الشيخ في مجموعة تايلور الثانية عين حرشة، عيحا، دير عشاير، الدكوة، ينطا ، الهبارية، لبايا، النبي صفا، العقبة، خربة الكنيسة، مجدل عنجر، مدوخا، وبكا. حُددت أربعة مواقع جديدة خلال المسوحات الكتابية لعامي 2003 و2004 في عين عطا وجديدة يابوس وكفر حور وقصر جبيب.
قصر جبيب الذي اكتشف مؤخرا هو عبارة عن مجمع من معبدين رومانيين يقعان على بعد بضع مئات من الأمتار من قمة جبل الشيخ. يحتوي كلا الحرمين على جدران شمالية نحتت من الصخر الصلب للجبل.

## مواقع في فلسطين التاريخية
نقب في موقع مقدس في تل القاضي جنوب غرب جبل الشيخ، وتبين أنه كان لها طبقات متعاقبة من الاحتلال خلال العصر الحجري الحديث والنحاسي والعصر البرونزي والعصر الحديدي واليوناني الروماني والعصور الوسطى والعثمانية.

## مواقع في سوريا
من بين المعابد الهرمونية السورية، هي برقش ورخلة. وفي معبد رخلة يوجد إله منقوش على أحد الجدران، محاط بإكليل من الزهور، ومتجه نحو جبل الشيخ.
وهناك معبدان آخران كانا موضوع دراسة من قبل الإسرائيليين في مرتفعات الجولان المحتلة هما قلعة البسترة وجبل حلاوة.